# سانت‌آنجلو دآلیفه
سانت‌آنجلو دآلیفه (به ایتالیایی: Sant'Angelo d'Alife) یک کومونه در ایتالیا است که در استان کسرتا واقع شده‌است. سانت‌آنجلو دآلیفه ۳۳٫۹ کیلومتر مربع مساحت و ۲٬۳۲۰ نفر جمعیت دارد و ۳۸۵ متر بالاتر از سطح دریا واقع شده‌است.

## خواهرخوانده
شهر لاکوئیلا خواهرخواندهٔ سانت‌آنجلو دآلیفه هست.